# Cor Keijzer
Cornelis (Cor) Keizer (Winkel, 4 juli 1894 – Amsterdam, 3 november 1957) was een Nederlands biljarter. Hij nam in seizoen 1934–1935 deel aan het nationale kampioenschap ankerkader 71/2 in de ereklasse.

## Titel
- Nederlands kampioen Ankerkader 45/2: 3e klasse 1926–1927, 1942–1943

## Deelname aan Nederlandse kampioenschappen in de Ereklasse
| Nr. | Kampioenschap     | Plaats    | Klassering | Alg. gemiddelde |
| --- | ----------------- | --------- | ---------- | --------------- |
| 1.  | AK 71/2 1934–1935 | Amsterdam | 6e         | 5,33            |